# Prunus tangutica
Prunus tangutica är en rosväxtart som först beskrevs av Alexander Feodorowicz Batalin, och fick sitt nu gällande namn av Emil Bernhard Koehne. Prunus tangutica ingår i släktet prunusar, och familjen rosväxter. Inga underarter finns listade i Catalogue of Life.